# 니시요시노촌
니시요시노촌(西吉野村)은 일본 나라현 중남부에 위치했던 촌이다.
2005년 9월 25일, 요시노군 오토촌이 편입해 폐지되었다.

## 지리
나라현의 중남부, 노리쿠라봉 산기슭에 위치한 산촌.전국 유수의 감 생산지이다.

## 역사
- 1959년 4월 1일 - 시로가네촌, 아노촌, 무네히촌이 합병해 성립하였다.
- 2005년 9월 25일 - 고조시에 편입되었다. 동일 니시요시노촌은 폐지되었다.

## 교통

### 도로
- 국도 제168호선
- 국도 제309호선 (일본)(일본어판)